# A Nippon Professional Baseball évi beütött futás-listájának vezetői
A baseballban akkor jegyeznek fel az ütőjátékosnak beütött futást (RBI), amikor a cselekedeteiből, így a biztos ütésekből, a védőjátékos döntéseiből, sacrifice flyokból, a telibázisos sétákból, illetve a ledobásokból a bázisfutók pontot szereznek. Az ütőjátékos akkor is kap egy RBI-t, amikor a beütött hazafutása során maga is pontot szerez. A Nippon Professional Baseball (NPB) mindkét ligájában az a játékos kapja az „RBI-címet”, aki a legtöbb futást ütötte be a szezonban.
A Nippon Professional Baseball elődjének, a japán baseballigának első beütött futás-vezetői bajnoka Furuja Kuranoszuke lett, aki az első, 1936-os őszi szezonban 23 RBI-t szerzett a Nagoja Kinnoszacsihiko csapatának. A Nippon Professional Baseball 1950-es megalakulásával a ligát két divízíóra osztották, a Central League első RBI-királya 161 beütött futással Kozuru Makoto (Shochiku Robins), míg a Pacific League-é Bettó Kaoru (Mainichi Orions) 105-tel. Ó Szadaharu a 22 szezonos pályafutása alatt tizenháromszor vezette a Central League hazafutáslistáját. A második legtöbb hazafutáskirályi címet elnyerő játékos Nomura Kacuja, aki hétszer lett első a Pacific League-ben. Ó 1971. és 1978. közötti rekorddöntő nyolc egymást követő évben is elhódította a címet. A legutóbbi (2018) bajnokok Wladimir Balentien (Yakult Swallows) 131 beütött futással a Central-, illetve 127-tel Aszamura Hideto (Szaitama Seibu Lions) a Pacific League-ben.

## Lista

### Az egyligás rendszerben
| Év           | Játékos              | Csapat         | RBI |
| ------------ | -------------------- | -------------- | --- |
| 1936, ősz    | Furuja Kuranoszuke   | Nagoja Kinko   | 23  |
| 1937, tavasz | Kageura Maszaru      | Oszaka Tigers  | 47  |
| 1937, ősz    | Nakadzsima Harujaszu | Tokió Kjodzsin | 37  |
| 1938, tavasz | Kageura Maszaru      | Oszaka Tigers  | 31  |
| 1938, ősz    | Nakadzsima Harujaszu | Tokió Kjodzsin | 38  |
| 1939         | Kavakami Tecuharu    | Tokió Kjodzsin | 75  |
| 1940         | Nakadzsima Harujaszu | Tokió Kjodzsin | 67  |
| 1941         | Kavakami Tecuharu    | Tokió Kjodzsin | 57  |
| 1942         | Nakadzsima Harujaszu | Tokió Kjodzsin | 60  |
| 1943         | Aota Noburu          | Tokió Kjodzsin | 42  |
| 1943         | Nogucsi Akira        | Nishitetsu     | 42  |
| 1944         | Fudzsimura Fumio     | Hanshin        | 25  |
| 1946         | Curuoka Kazuto       | Great Ring     | 95  |
| 1947         | Fudzsimura Fumio     | Oszaka Tigers  | 71  |
| 1948         | Fudzsimura Fumio     | Oszaka Tigers  | 108 |
| 1949         | Fudzsimura Fumio     | Oszaka Tigers  | 142 |

### A kétligás rendszerben
| Év   | Central League      | Central League         | Central League | Pacific League       | Pacific League               | Pacific League |
| Év   | Játékos             | Csapat                 | RBI            | Játékos              | Csapat                       | RBI            |
| ---- | ------------------- | ---------------------- | -------------- | -------------------- | ---------------------------- | -------------- |
| 1950 | Kozuru Makoto       | Shochiku Robins        | 161            | Bettó Kaoru          | Mainichi Orions              | 105            |
| 1951 | Aota Noburu         | Yomiuri Giants         | 105            | Iida Tokudzsi        | Nankai Hawks                 | 87             |
| 1952 | Micsio Nisizava     | Nagoja Dragons         | 98             | Iida Tokudzsi        | Nankai Hawks                 | 86             |
| 1953 | Fudzsimura Fumio    | Oszaka Tigers          | 98             | Nakanisi Futosi      | Nishitetsu Lions             | 86             |
| 1954 | Szugijama Szatosi   | Chunichi Dragons       | 91             | Jamaucsi Kazuhiro    | Mainichi Orions              | 97             |
| 1954 | Vatanabe Hirojuki   | Oszaka Tigers          | 91             | Jamaucsi Kazuhiro    | Mainichi Orions              | 97             |
| 1955 | Kavakami Tecuharu   | Yomiuri Giants         | 79             | Jamaucsi Kazuhiro    | Mainichi Orions              | 99             |
| 1956 | Toshio Miyamoto     | Yomiuri Giants         | 69             | Nakanisi Futosi      | Nishitetsu Lions             | 95             |
| 1957 | Toshio Miyamoto     | Yomiuri Giants         | 78             | Nakanisi Futosi      | Nishitetsu Lions             | 100            |
| 1958 | Nagasima Sigeo      | Yomiuri Giants         | 92             | Kacuragi Takao       | Mainichi Daiei Orions        | 85             |
| 1959 | Mori Tóru           | Chunichi Dragons       | 87             | Kacuragi Takao       | Mainichi Daiei Orions        | 95             |
| 1960 | Fudzsimoto Kacumi   | Oszaka Tigers          | 76             | Jamaucsi Kazuhiro    | Mainichi Daiei Orions        | 103            |
| 1961 | Kuvata Takesi       | Taiyo Whales           | 94             | Jamaucsi Kazuhiro    | Mainichi Daiei Orions        | 112            |
| 1962 | Ó Szadaharu         | Yomiuri Giants         | 85             | Nomura Kacuja        | Nankai Hawks                 | 104            |
| 1963 | Nagasima Sigeo      | Yomiuri Giants         | 112            | Nomura Kacuja        | Nankai Hawks                 | 135            |
| 1964 | Ó Szadaharu         | Yomiuri Giants         | 119            | Nomura Kacuja        | Nankai Hawks                 | 115            |
| 1965 | Ó Szadaharu         | Yomiuri Giants         | 104            | Nomura Kacuja        | Nankai Hawks                 | 110            |
| 1966 | Ó Szadaharu         | Yomiuri Giants         | 116            | Nomura Kacuja        | Nankai Hawks                 | 97             |
| 1967 | Ó Szadaharu         | Yomiuri Giants         | 107            | Nomura Kacuja        | Nankai Hawks                 | 100            |
| 1968 | Nagasima Sigeo      | Yomiuri Giants         | 125            | George Altman        | Tokió Orions                 | 100            |
| 1969 | Nagasima Sigeo      | Yomiuri Giants         | 115            | Nagaike Tokudzsi     | Hankyu Braves                | 101            |
| 1970 | Nagasima Sigeo      | Yomiuri Giants         | 105            | Ószugi Kacuo         | Toei Flyers                  | 129            |
| 1971 | Ó Szadaharu         | Yomiuri Giants         | 101            | Kadota Hiromicu      | Nankai Hawks                 | 120            |
| 1972 | Ó Szadaharu         | Yomiuri Giants         | 120            | Nomura Kacuja        | Nankai Hawks                 | 101            |
| 1972 | Ó Szadaharu         | Yomiuri Giants         | 120            | Ószugi Kacuo         | Toei Flyers                  | 101            |
| 1973 | Ó Szadaharu         | Yomiuri Giants         | 114            | Nagaike Tokudzsi     | Hankyu Braves                | 109            |
| 1974 | Ó Szadaharu         | Yomiuri Giants         | 107            | Nagaike Tokudzsi     | Hankyu Braves                | 96             |
| 1975 | Ó Szadaharu         | Yomiuri Giants         | 96             | Kató Hidedzsi        | Hankyu Braves                | 97             |
| 1976 | Ó Szadaharu         | Yomiuri Giants         | 123            | Kató Hidedzsi        | Hankyu Braves                | 82             |
| 1977 | Ó Szadaharu         | Yomiuri Giants         | 124            | Leron Lee            | Lotte Orions                 | 109            |
| 1978 | Ó Szadaharu         | Yomiuri Giants         | 118            | Bobby Marcano        | Hankyu Braves                | 94             |
| 1979 | Jamamoto Kódzsi     | Hirosima Toyo Carp     | 113            | Kató Hidedzsi        | Hankyu Braves                | 104            |
| 1980 | Jamamoto Kódzsi     | Hirosima Toyo Carp     | 112            | Charlie Manuel       | Kintetsu Buffaloes           | 129            |
| 1981 | Jamamoto Kódzsi     | Hirosima Toyo Carp     | 103            | Tony Solaita         | Nippon-Ham Fighters          | 108            |
| 1982 | Maszajuki Kakefu    | Hanshin Tigers         | 95             | Ocsiai Hiromicu      | Lotte Orions                 | 99             |
| 1983 | Hara Tacunori       | Yomiuri Giants         | 103            | Mizutani Dzsicuo     | Hankyu Braves                | 114            |
| 1984 | Kinugasza Szacsio   | Hirosima Toyo Carp     | 102            | Boomer Wells         | Hankyu Braves                | 130            |
| 1985 | Randy Bass          | Hanshin Tigers         | 134            | Ocsiai Hiromicu      | Lotte Orions                 | 146            |
| 1986 | Randy Bass          | Hanshin Tigers         | 109            | Ocsiai Hiromicu      | Lotte Orions                 | 116            |
| 1987 | Carlos Ponce        | Jokohama Taiyo Whales  | 98             | Boomer Wells         | Hankyu Braves                | 119            |
| 1988 | Carlos Ponce        | Jokohama Taiyo Whales  | 102            | Kadota Hiromicu      | Nankai Hawks                 | 125            |
| 1989 | Ocsiai Hiromicu     | Chunichi Dragons       | 116            | Boomer Wells         | Orix Braves                  | 124            |
| 1990 | Ocsiai Hiromicu     | Chunichi Dragons       | 102            | Orestes Destrade     | Seibu Lions                  | 106            |
| 1990 | Ocsiai Hiromicu     | Chunichi Dragons       | 102            | Isimine Kazuhiko     | Orix Braves                  | 106            |
| 1991 | Hiroszava Kacumi    | Yakult Swallows        | 99             | Orestes Destrade     | Seibu Lions                  | 92             |
| 1991 | Hiroszava Kacumi    | Yakult Swallows        | 99             | Jim Traber           | Kintetsu Buffaloes           | 92             |
| 1992 | Larry Sheets        | Jokohama Taiyo Whales  | 100            | Boomer Wells         | Fukuoka Daiei Hawks          | 97             |
| 1993 | Hiroszava Kacumi    | Yakult Swallows        | 94             | Ralph Bryant         | Kintetsu Buffaloes           | 107            |
| 1993 | Robert Rose         | Jokohama BayStars      | 94             | Ralph Bryant         | Kintetsu Buffaloes           | 107            |
| 1994 | Taihó Jaszuaki      | Chunichi Dragons       | 107            | Isii Hiroo           | Kintetsu Buffaloes           | 111            |
| 1995 | Etó Akira           | Hirosima Toyo Carp     | 106            | Szuzuki Icsiró       | Orix BlueWave                | 80             |
| 1995 | Etó Akira           | Hirosima Toyo Carp     | 106            | Tanaka Jukio         | Nippon-Ham Fighters          | 80             |
| 1995 | Etó Akira           | Hirosima Toyo Carp     | 106            | Hacusiba Kijosi      | Csiba Lotte Marines          | 80             |
| 1996 | Luis Lopez          | Hirosima Toyo Carp     | 109            | Troy Neel            | Orix BlueWave                | 111            |
| 1997 | Luis Lopez          | Hirosima Toyo Carp     | 112            | Kokubo Hiroki        | Fukuoka Daiei Hawks          | 114            |
| 1998 | Macui Hideki        | Yomiuri Giants         | 100            | Nigel Wilson         | Nippon-Ham Fighters          | 124            |
| 1999 | Robert Rose         | Jokohama BayStars      | 153            | Tuffy Rhodes         | Oszaka Kintetsu Buffaloes    | 101            |
| 2000 | Macui Hideki        | Yomiuri Giants         | 108            | Nakamura Norihiko    | Oszaka Kintetsu Buffaloes    | 110            |
| 2001 | Roberto Petagine    | Yakult Swallows        | 127            | Nakamura Norihiko    | Oszaka Kintetsu Buffaloes    | 132            |
| 2002 | Macui Hideki        | Yomiuri Giants         | 107            | Tuffy Rhodes         | Oszaka Kintetsu Buffaloes    | 117            |
| 2003 | Alex Ramírez        | Yakult Swallows        | 124            | Macunaka Nobuhiko    | Fukuoka Daiei Hawks          | 123            |
| 2004 | Kanemoto Tomoaki    | Hanshin Tigers         | 113            | Macunaka Nobuhiko    | Fukuoka Daiei Hawks          | 120            |
| 2005 | Imaoka Makoto       | Hanshin Tigers         | 147            | Macunaka Nobuhiko    | Fukuoka SoftBank Hawks       | 121            |
| 2006 | Tyrone Woods        | Chunichi Dragons       | 144            | Ogaszavara Micsihiro | Hokkaidó Nippon-Ham Fighters | 100            |
| 2006 | Tyrone Woods        | Chunichi Dragons       | 144            | Alex Cabrera         | Seibu Lions                  | 100            |
| 2007 | Alex Ramírez        | Tokió Yakult Swallows  | 122            | Jamaszaki Takesi     | Tóhoku Rakuten Golden Eagles | 108            |
| 2008 | Alex Ramírez        | Yomiuri Giants         | 125            | Tuffy Rhodes         | Orix Buffaloes               | 118            |
| 2009 | Tony Blanco         | Chunichi Dragons       | 110            | Nakamura Takeja      | Szaitama Seibu Lions         | 122            |
| 2010 | Alex Ramírez        | Yomiuri Giants         | 129            | Kojano Eiicsi        | Hokkaidó Nippon-Ham Fighters | 109            |
| 2011 | Arai Takahiro       | Hanshin Tigers         | 93             | Nakamura Takeja      | Szaitama Seibu Lions         | 116            |
| 2012 | Abe Sinnoszuke      | Yomiuri Giants         | 104            | I Deho               | Orix Buffaloes               | 91             |
| 2013 | Tony Blanco         | Jokohama DeNA BayStars | 136            | Aszamura Hideto      | Szaitama Seibu Lions         | 110            |
| 2014 | Mauro Gómez         | Hanshin Tigers         | 109            | Nakata Só            | Hokkaidó Nippon-Ham Fighters | 100            |
| 2015 | Hatakejama Kazuhiro | Tokió Yakult Swallows  | 105            | Nakamura Takeja      | Szaitama Seibu Lions         | 124            |
| 2016 | Cucugó Jositomo     | Jokohama DeNA BayStars | 110            | Nakata Só            | Hokkaidó Nippon-Ham Fighters | 110            |
| 2017 | José López          | Jokohama DeNA BayStars | 105            | Alfredo Despaigne    | Fukuoka SoftBank Hawks       | 103            |
| 2018 | Wladimir Balentien  | Yakult Swallows        | 131            | Aszamura Hideto      | Szaitama Seibu Lions         | 127            |
| 2019 | Neftalí Soto        | Jokohama DeNA BayStars | 108            | Nakamura Takeja      | Szaitama Seibu Lions         | 123            |
| 2020 | Okamoto Kazuma      | Yomiuri Giants         | 97             | Nakata Só            | Hokkaidó Nippon-Ham Fighters | 108            |